# Nordborneo ved sommer-OL 1956
Nordborneo under Sommer-OL 1956. To sports udøvere fra Britisk Nordborneo deltog i en sport under Sommer-OL 1956 i Melbourne. Dette var koloniens eneste deltagelse i OL. Britisk Nordborneo blev i 1963 en del af Malaysia.

## Medaljer
| 1956 Melbourne | Guld | Sølv | Bronze | Total |
| Nordborneo     | 0    | 0    | 0      | 0     |

## Atletik
Begge deltager fra Nordborneo deltog i Trespring, men klare ikke at kvalificere sig til finalen.
| Navn             | Øvelse            | Kvalificering | Kvalificering | Finale              | Finale              |
| Navn             | Øvelse            | Resultat      | Plads         | Resultat            | Plass               |
| ---------------- | ----------------- | ------------- | ------------- | ------------------- | ------------------- |
| Gabuh bin Piging | trespring, herrer | 14,55 m       | 24            | ude af konkurrencen | ude af konkurrencen |
| Sium bin Diau    | trespring, herrer | 14,09 m       | 28            | ude af konkurrencen | ude af konkurrencen |